# Vicepresidente de Nepal
El cargo de Vicepresidente de Nepal (nepalí उपराष्ट्रपति) es ostentado por el sustituto de la Jefatura de Estado en este país asiático y fue creada al proclamarse la república en Nepal, en el mes de mayo del año 2008.
Con la aprobación de un Texto Constitucional de carácter provisional, en enero de 2007, el Rey de Nepal perdió todas sus atribuciones como jefe de Estado, y la Asamblea Constituyente elegida en 2008 decidió, recién constituida, proclamar la república. El 28 de mayo de 2008 votó y proclamó la república.
La primera enmienda introducida al Texto Constitucional Provisional estableció que, durante el periodo constituyente los cargos de presidente, vicepresidente, primer ministro del país y el presidente y vicepresidente de la Asamblea Constitucional deberían recaer en personas designadas fruto de un "acuerdo político". Sin embargo, el acuerdo no fue posible y la designación del vicepresidente, con carácter provisional, fue fruto de una mayoría simple.
Al no lograrse el acuerdo en los candidatos para la Presidencia y Vicepresidencia del país, Parmananda Jha del partido Madhesi Janadhikar Forum, Foro de los Derechos del Pueblo Madhesi, resultó elegido con los votos del Partido del Congreso y del Partido Marxista-Leninista Unificado.
Las atribuciones definitivas del Vicepresidente de la República de Nepal están pendientes de la aprobación de la nueva Constitución.

## Vicepresidentes de la República Federal Democrática de Nepal
| Nombre                       | Desde                 | Hasta                 |
| ---------------------------- | --------------------- | --------------------- |
| Parmananda Jha (Provisional) | 19 de julio de 2008   | 31 de octubre de 2015 |
| Nanda Kishor Pun             | 31 de octubre de 2015 | 20 de marzo de 2023   |
| Ram Sahaya Yadav             | 20 de marzo de 2023   | En el cargo           |